# Jake Dennis

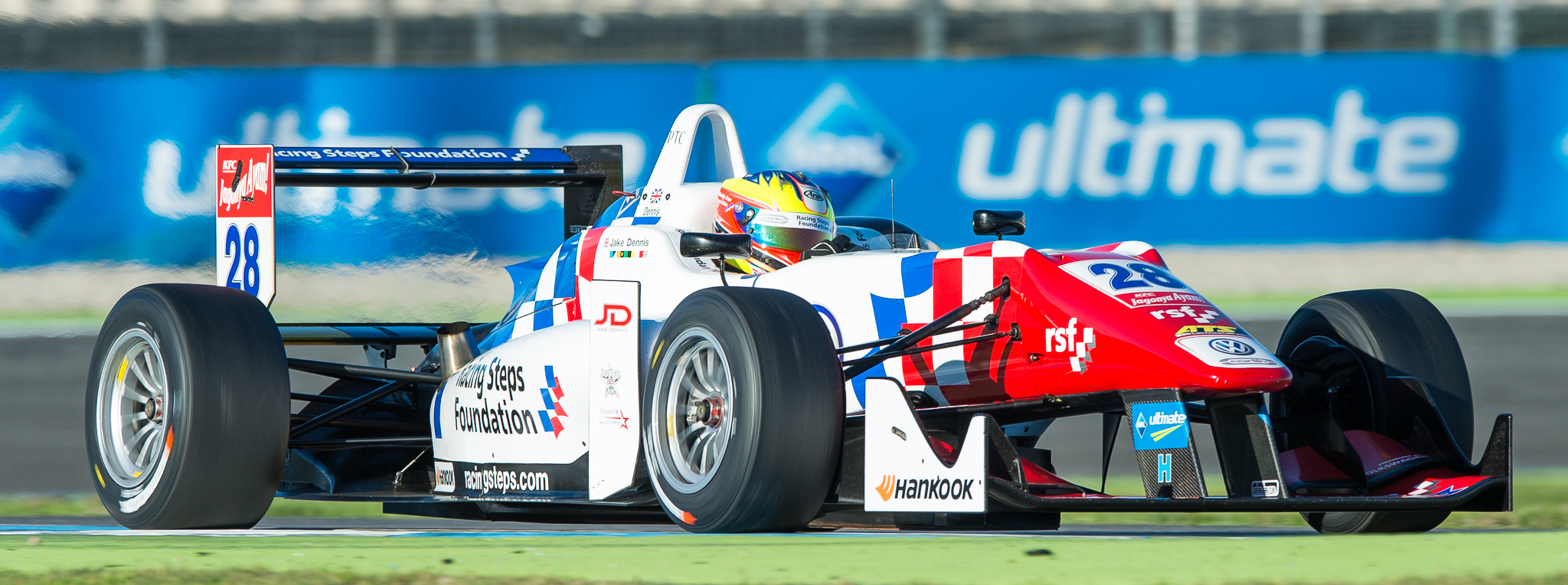
Jake Dennis en F3 Europea, en 2014.

Jake Dennis (Nuneaton, Warwickshire, 16 de junio de 1995) es un piloto británico de automovilismo. Fue campeón del Campeonato Mundial de Karting en 2010, de Fórmula Renault NEC en 2012, y tercero del Campeonato Europeo de Fórmula 3 de la FIA en 2015, entre otros resultados. En su carrera también ha competido en GP3 Series, Blancpain GT Series y DTM. Es piloto de Fórmula E para el equipo Andretti, resultando campeón del mundo en 2022-23 y tercero en 2020-21 como debutante.
Hizo su debut en Fórmula 1 con el Red Bull de Max Verstappen en los entrenamientos libres del Gran Premio de Abu Dabi de 2023.

## Carrera deportiva

### Primeros años
Tras ser campeón del Campeonato Mundial de Karting en 2010, debutó en la serie InterSteps en 2011 con Fortec Motorsports y ganó el campeonato. Al año siguiente fue campeón de Fórmula Renault NEC y debutó en la Eurocopa de Fórmula Renault. En este último participó a tiempo completo en 2013 y finalizó cuarto.
En 2014 y 2015 participó en la Fórmula 3 Europea con Carlin y Prema, respectivamente. En la segunda temporada, ganó seis carreras y fue tercero en el campeonato por detrás de Felix Rosenqvist y Antonio Giovinazzi. Debutó en GP3 Series en 2016 con el equipo Arden, donde ganó dos carreras y acabó cuarto. Ese mismo año debutó en el WEC y corrió las 24 Horas de Le Mans en la categoría de LMP2.
En 2017 y 2018 centró su carrera en campeonatos de gran turismo. Su resultado más destacado fue un noveno puesto en el Blancpain GT Series de 2017 junto a Pieter Schothorst.
Fue contratado por el equipo R-Motorsport para la temporada 2019 de DTM. El Aston Martin fue el coche de peor rendimiento de la categoría y el británico fue 17.º en el campeonato y tuvo un sexto puesto como mejor resultado.

### Fórmula E
En 2020-21, debutó en Fórmula E como compañero del alemán Maximilian Günther en BMW i Andretti Motorsport. Ganó en la sexta carrera en la categoría, el e-Prix de Valencia disputado en el circuito Ricardo Tormo y luego de local en Londres, en la carrera 1. Llegó con chances de ganar el título hasta la última carrera, pero tras un abandono finalizó tercero en el clasificador final, detrás de Nyck de Vries y Edoardo Mortara.
En 2021-22, ya sin la presencia de BMW en el equipo, Dennis obtuvo resultados similares a los de la temporada anterior. En Londres ganó la carrera 1 y fue segundo en la carrera 2, habiendo marcado el mejor tiempo en ambas clasificaciones.
En 2022-23, Dennis inició con una victoria en Ciudad de México y dos segundos lugares en la doble fecha de Diriyah. Se mantuvo en la lucha por el primer puesto en el campeonato durante el transcurso de la temporada, con pilotos como Mitch Evans. Llegó a la ronda final de Londres con 24 puntos de ventaja sobre el segundo, Nick Cassidy. Con un doble podio en casa, Dennis se llevó el campeonato.

### Fórmula 1
En 2018 fue piloto de desarrollo y simulador del equipo Red Bull de Fórmula 1. Realizó dos pruebas en 2018 con el monoplaza de ese año, el RB14.

## Resultados

### GP3 Series
(Clave) (negrita indica pole position) (cursiva indica vuelta rápida puntuable)

| Año  | Escudería           | 1   | 1   | 2   | 2   | 3   | 3   | 4   | 4   | 5   | 5   | 6   | 6   | 7   | 7   | 8   | 8   | 9   | 9   | Pos. | Puntos | Ref.   |
| ---- | ------------------- | --- | --- | --- | --- | --- | --- | --- | --- | --- | --- | --- | --- | --- | --- | --- | --- | --- | --- | ---- | ------ | ------ |
| 2016 | Arden International | BAR | BAR | SPI | SPI | SIL | SIL | BUD | BUD | HOC | HOC | SPA | SPA | MNZ | MNZ | KUA | KUA | YMC | YMC | 4.º  | 149    | [ 18 ] |
| 2016 | Arden International | 7   | 4   | Ret | Ret | 12  | 9   | 3   | 7   | 12  | 6   | 2   | 5   | 1   | 4   | 6   | 1   | 2   | 4   | 4.º  | 149    | [ 18 ] |

### Campeonato Mundial de Resistencia de la FIA
(Clave) (negrita indica pole position) (cursiva indica vuelta rápida)

| Año  | Escudería      | Clase | Automóvil          | 1   | 2   | 3   | 4   | 5   | 6   | 7   | 8   | 9   | Pos. | Puntos | Ref.   |
| ---- | -------------- | ----- | ------------------ | --- | --- | --- | --- | --- | --- | --- | --- | --- | ---- | ------ | ------ |
| 2016 | G-Drive Racing | LMP2  | Gibson 015S-Nissan | SIL | SPA | LMS | NÜR | MEX | COA | FUJ | SHA | BHR | 28.º | 8      | [ 19 ] |
| 2016 | G-Drive Racing | LMP2  | Gibson 015S-Nissan |     | 6   | Ret |     |     |     |     |     |     | 28.º | 8      | [ 19 ] |

### 24 Horas de Le Mans
| Año  | Equipo         | Copilotos                       | Automóvil          | Clase | Vueltas | Pos. | Pos. Clase |
| ---- | -------------- | ------------------------------- | ------------------ | ----- | ------- | ---- | ---------- |
| 2016 | G-Drive Racing | Simon Dolan Giedo van der Garde | Gibson 015S-Nissan | LMP2  | 222     | DNF  | DNF        |

### Fórmula E
(Clave) (negrita indica pole position) (cursiva indica vuelta rápida puntuable)
| Año     | Escudería                    | 1   | 1   | 2   | 2   | 3   | 3   | 4   | 5   | 5   | 6   | 6   | 7   | 7   | 8   | 8   | 9   | 9   | 10  | 10  | Pos. | Puntos | Ref.   |
| ------- | ---------------------------- | --- | --- | --- | --- | --- | --- | --- | --- | --- | --- | --- | --- | --- | --- | --- | --- | --- | --- | --- | ---- | ------ | ------ |
| 2020-21 | BMW i Andretti Motorsport    | DIR | DIR | ROM | ROM | VAL | VAL | MON | PUE | PUE | NYC | NYC | LON | LON | BER | BER |     |     |     |     | 3.º  | 91     | [ 8 ]  |
| 2020-21 | BMW i Andretti Motorsport    | 12* | Ret | Ret | 13  | 8   | 1   | 16  | 5   | 5   | Ret | 16  | 1   | 9   | 5   | Ret |     |     |     |     | 3.º  | 91     | [ 8 ]  |
| 2021-22 | Avalanche Andretti Formula E | DIR | DIR | MEX | MEX | ROM | ROM | MON | BER | BER | YAK | YAK | MAR | MAR | NYC | NYC | LON | LON | SEÚ | SEÚ | 6.º  | 126    | [ 10 ] |
| 2021-22 | Avalanche Andretti Formula E | 3   | 5   | 10  | 10  | 13  | Ret | 9   | 13  | 13  | 6   | 6   | 7   | 7   | 10  | 8   | 1   | 2   | 4   | 3   | 6.º  | 126    | [ 10 ] |
| 2022-23 | Avalanche Andretti Formula E | MEX | MEX | DIR | DIR | HYD | CAB | SÃO | BER | BER | MON | MON | YAK | YAK | PRT | PRT | ROM | ROM | LON | LON | 1.º  | 229    | [ 13 ] |
| 2022-23 | Avalanche Andretti Formula E | 1   | 1   | 2   | 2   | 16  | 13  | Ret | 18  | 2   | 3   | 3   | 2   | 2   | 2   | 2   | 4   | 1   | 2   | 3   | 1.º  | 229    | [ 13 ] |
| 2023-24 | Andretti Global              | MEX | MEX | DIR | DIR | SÃO | TOK | MIS | MIS | MON | BER | BER | SHA | SHA | PRT | PRT | LON | LON |     |     | 7.º  | 122    | [ 20 ] |
| 2023-24 | Andretti Global              | 9   | 9   | 1   | 12  | 5   | 3   | 2   | 2   | 18  | Ret | 5   | 5   | 11  | 6   | 10  | 16  | Ret |     |     | 7.º  | 122    | [ 20 ] |
| 2024-25 | Andretti Formula E           | SÃO | MEX | YED | YED | MIA | MON | MON | TOK | TOK | SHA | SHA | YAK | BER | BER | LON | LON |     |     |     | 7.º  | 93     | [ 21 ] |
| 2024-25 | Andretti Formula E           | Ret | 4   | Ret | 4   | 9   | 3   | 9   | DSQ | 4   | 17  | 17  | 17  | Ret | 2   | 8   | 4   |     |     |     | 7.º  | 93     | [ 21 ] |

### Fórmula 1
(Clave) (negrita indica pole position) (cursiva indica vuelta rápida)

| Año     | Escudería              | 1   | 2   | 3   | 4   | 5   | 6   | 7   | 8   | 9   | 10  | 11  | 12  | 13  | 14  | 15  | 16  | 17  | 18  | 19  | 20  | 21  | 22     | Pos. | Puntos |
| ------- | ---------------------- | --- | --- | --- | --- | --- | --- | --- | --- | --- | --- | --- | --- | --- | --- | --- | --- | --- | --- | --- | --- | --- | ------ | ---- | ------ |
| 2023    | Oracle Red Bull Racing | BHR | ARA | AUS | AZE | MIA | MON | ESP | CAN | AUT | GBR | HUN | BEL | NED | ITA | SIN | JPN | QAT | USA | MEX | SÃO | LVG | ABU TD |      |        |
| Fuente: |                        |     |     |     |     |     |     |     |     |     |     |     |     |     |     |     |     |     |     |     |     |     |        |      |        |